# Dave Zafarin
Dave Zafarin (Kerkrade, 22 maggio 1978) è un ex calciatore olandese, di ruolo centrocampista.

## Palmarès
- Coppa dei Paesi Bassi: 1

Roda: 1999-2000